# Bucheffektengesetz
Das schweizerische Bundesgesetz über die Bucheffekten (Bucheffektengesetz, BEG) regelt die Verwahrung von Wertpapieren und Wertrechten durch Verwahrungsstellen und deren Übertragung. Es entspricht von der Zielrichtung her weitgehend dem deutschen bzw. österreichischen Depotgesetz und enthält teilweise wörtliche Übernahmen über die Verrechnung bei der Verwertung aus der Richtlinie über Finanzsicherheiten (2002/47/EG (PDF)).

## Entmaterialisierung der Wertpapiere
Eine der wesentlichen Änderungen des Bucheffektengesetzes stellt die Einfügung der Art. 973a bis 973c in das Schweizerische Obligationenrecht (OR) dar. Art. 973a bis 973c OR erlauben erstmals explizit den Verzicht auf die Ausstellung und Ausgabe physischer Wertpapiere an den Inhaber. Es findet also eine zunehmende Entmaterialisierung des Wertpapiers statt. Konkret ermöglicht Art. 973a OR der Emittentin die Sammelverwahrung aller ausgegebenen Wertpapiere anstatt diese den Inhabern auszugeben. Art. 973b OR geht weiter und erlaubt der Emittentin anstelle einzelner Wertpapiere eine Globalurkunde auszustellen, sofern die Wertpapierinhaber zustimmen oder die Statuten respektive die Ausgabebedingungen dies vorsehen.
Art. 973c OR schliesslich ermöglicht die Schaffung von Wertrechten anstelle physischer Wertpapiere respektive die nachträgliche Umwandlung solcher in Wertrechte. Ein Wertrecht im Sinne des Gesetzes kann also als (vollkommen) entmaterialisiertes Wertpapier definiert werden. Voraussetzung der Schaffung von Wertrechten ist entweder die Ermächtigung hierzu in den Gesellschaftsstatuten respektive den Ausgabebestimmungen oder aber die Zustimmung der Wertpapierinhaber. Die emittierende Gesellschaft ist verpflichtet, über die Wertrechte ein Wertrechtebuch zu führen. Dieses muss die Anzahl und die Stückelung der ausgegebenen Wertrechte sowie die Gläubiger aufführen und ist nicht öffentlich. Ein herkömmliches Aktionärsregister gilt allerdings nicht als Wertrechtebuch. Die Wertrechte schliesslich entstehen bei der Eintragung im Wertebuch und existieren nur nach Massgabe dieser Eintragung.

## Bucheffekten

### Definition
Bucheffekten im Sinne von Art. 3 des Bucheffektengesetzes «sind vertretbare Forderungs- oder Mitgliedschaftsrechte gegenüber dem Emittenten»
- die einem Effektenkonto gutgeschrieben sind; und
- über welche die Kontoinhaberinnen und Kontoinhaber (=Inhaber des Wertpapiers) nach den Vorschriften dieses Gesetzes verfügen können.

Bucheffekten müssen folglich immer über einen zugrundeliegenden Basiswert verfügen, was entweder Wertrechte, sammelverwahrte Wertpapiere oder Globalurkunden sein können.

### Entstehung
Bucheffekten entstehen qua Gesetz (Art. 6 BEG) im folgenden zweistufigen Verfahren:
- Hinterlegung von Wertpapieren oder Globalurkunden bei einer Verwahrungsstelle oder Eintragung von Wertrechten im Hauptregister einer Verwahrungsstelle und
- Gutschrift dieser Rechte im Effektenkonto des Kontoinhabers (=Inhaber des Wertpapiers).

Als Verwahrungsstellen kommen dabei neben einzelnen Ausnahmen nur Banken im Sinne des Bankengesetzes und Effektenhändler im Sinne des Börsengesetzes in Frage (Art. 4 BEG).
Der Emittent von bestehenden Wertrechten, sammelverwahrten Wertpapieren oder Globalurkunden kann diese ausserdem auf seine Kosten in Bucheffekten umwandeln, wenn weder Ausgabebedingungen noch Gesellschaftsstatuten der Umwandlung entgegenstehen (Art. 7 BEG).

### Praktische Überlegungen
Bucheffekten sind Vermögensobjekte, die jedoch keine Sachen iSd Art 713 ZGB und auch keine Urkunden iSd Art 965 OR sind. Den Bucheffekten kommt jedoch die funktionelle Eigenschaft eines Wertpapieres zu. Die Bucheffekte wird durch die Gutschrift (Buchung) auf dem Effektenkonto eines Anlegers durch die zugelassene Verwahrstelle (Finanzintermediär) rechtswirksam bestellt (mediatisierte Verwahrung).

## Strafbestimmungen
Im schweizerischen Strafgesetzbuch wurden in Bezug auf Ausnützen der Kenntnis vertraulicher Tatsachen Strafbestimmungen eingefügt, die sich speziell auch auf die Bucheffekten beziehen.
Das deutsche Depotgesetz hingegen weist neben den umfangreichen Vorschriften zur Verwahrung von Wertpapieren im Depot auch Strafvorschriften im Depotgesetz selbst auf und Teile der Bestimmungen des Depotgesetz gehört damit zum Nebenstrafrecht.
Das österreichische Depotgesetz hingen hat keine eigenen Strafbestimmungen (mehr). Diese Strafbestimmungen finden sich teilweise im österreichischen Strafgesetzbuch.

## Synopse Wertpapierverwahrungsgesetze Deutschland-Österreich-Schweiz
siehe Depotgesetz